# Clovia celebensis
Clovia celebensis är en insektsart som beskrevs av Schmidt 1922. Clovia celebensis ingår i släktet Clovia och familjen spottstritar. Inga underarter finns listade i Catalogue of Life.